# Palná zbraň

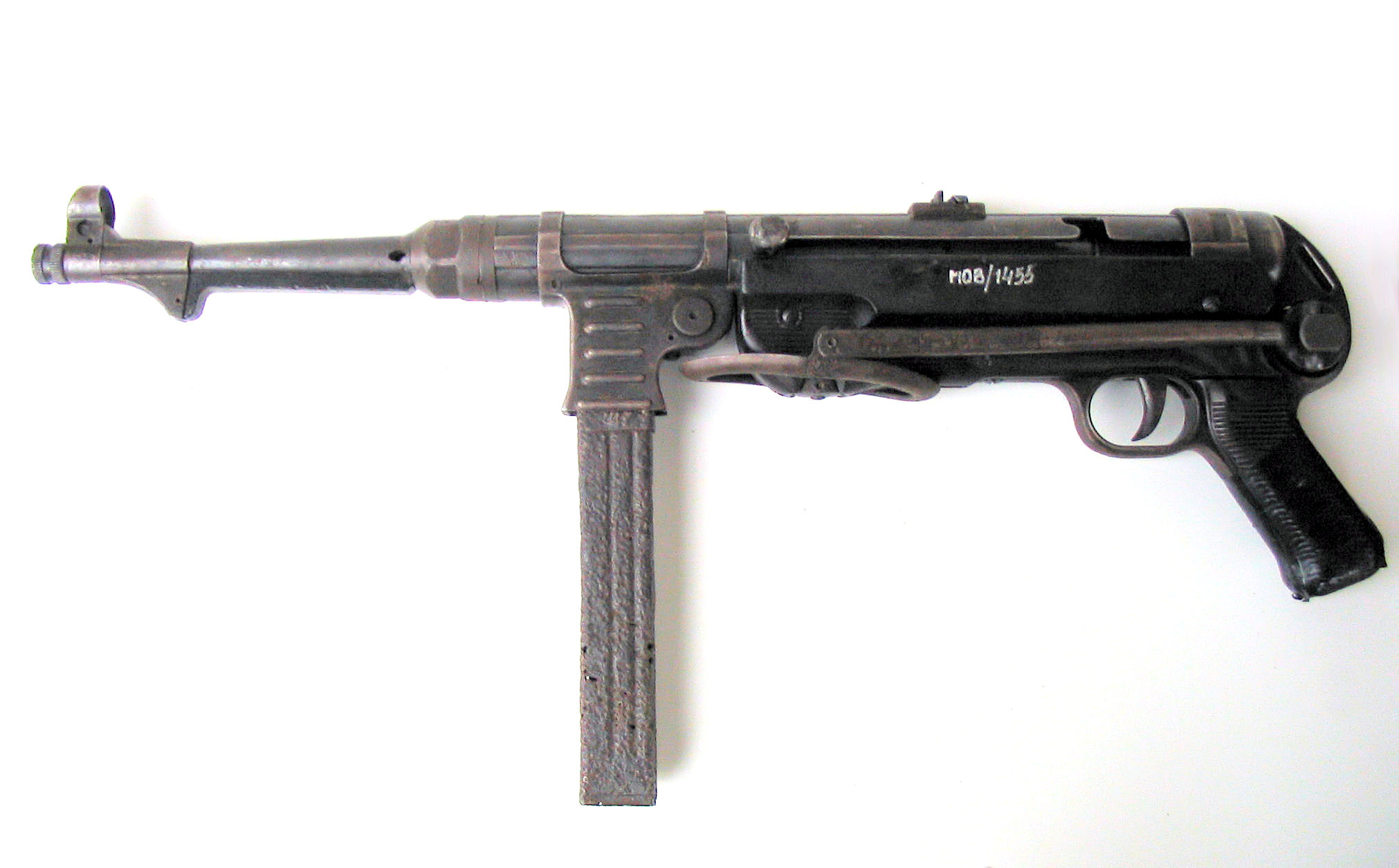
Samopal MP40

Palná zbraň je střelná zbraň, využívající tlaku plynů, vzniklých hořením výmetné látky (obvykle výbušniny typu střelivin) zapálené zážehovým prostředkem, k předání kinetické energie jednomu nebo více projektilům (střelám). Energie je využita k dopravě střely na cíl a zničení nebo poškození tohoto cíle. U starších zbraní byl výmetnou látkou obvykle černý střelný prach, ale u moderních zbraní je to téměř bez výjimky bezdýmný střelný prach.

## Princip
Palné zbraně používají dva různé principy. Jedním z nich je princip zážehového motoru s nevratným pístem. Střela je vymetena z uzavřeného prostoru (hlavně) tlakem plynů vytvořených při výbuchovém hoření výmetné náplně. Druhým principem je reaktivní pohon střely. Reaktivní zbraně mívají hlaveň otevřenou z obou stram, nebo v některých případech nemají tyto zbraně žádnou hlaveň a střela je směrována například pomocí vodící kolejnice.

## Právní definice střelné zbraně
V českém právu je pojem palná zbraň komplexně definován v příloze k zákonu č. 119/2002 Sb., o střelných zbraních a střelivu:
Palná zbraň – střelná zbraň, u které je funkce odvozena od okamžitého uvolnění chemické energie.
Uvedený zákon také definuje pojem odpalovací zařízení, který zahrnuje právě zařízení určená pro odpalování
střel a/nebo střeliva používající reaktivní princip pohonu.
Termín je v různých zemích a jazycích definován různě. Například v angličtině používaný pojem firearm odpovídá spíše českému pojmu ruční palná zbraň, což je patrné 
například z následující definice. Palnou zbraní se zpravidla rozumí jakýkoli typ střelné zbraně navržený pro snadné nošení a použití jednotlivcem.

## Střelba a palné zbraně

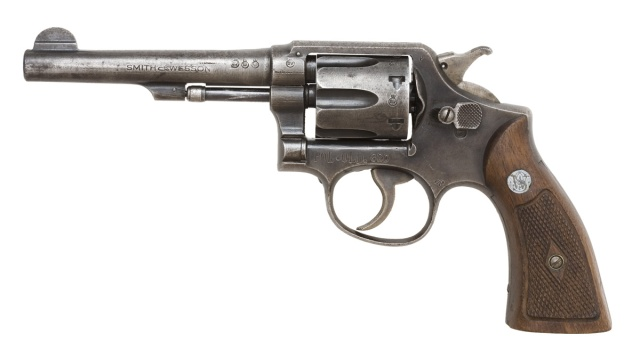
Revolver Smith & Wesson

Palné zbraně lze dělit dle dalších vlastností do následujících skupin. Uvedené skupiny zbraní mohou obsahovat i zbraně, které z principu nepatří mezi palné, protože používají 
pro vymetení střely jiné druhy energie.
- revolver – viz seznam revolverů
- pistole – viz seznam pistolí
- samopal
- osobní obranná zbraň (PDW)
- karabina
- útočná puška
- bitevní puška
- puška
- brokovnice
- kulomet
- granátomet
- minomet
- dělo
- raketomet

Do nich se nabíjejí náboje (seznam nábojů do ručních zbraní, seznam nábojů do pušek), které se skládají z částí:
- nábojnice
- zápalka
- střelný prach
- projektil (nebo také kulka, střela)

Náboje jsou obvykle uloženy v zásobníku, odkud se dostávají do komory na jednom konci hlavně a jsou skrz hlaveň vystřeleny. U speciálních zbraní (například odstřelovací pušky) a u historických zbraní jsou do komory vkládány po jednom. U zbraní velkých ráží (například lodní děla) mohou být do komory vkládány po částech. Samotný způsob výstřelu se liší podle jednotlivých typů střelných zbraní. Důležitým pojmem u většiny z těchto typů je spoušťový mechanismus a závěr hlavně.
Ještě před samotným výstřelem je třeba zamířit. K procesu míření slouží buď kombinace mušky a hledí, kolimátor nebo puškohled.
Pohybem a účinky střely se zabývá balistika. Tu je dále možné rozdělit podle fáze letu střely kterou se zabývá, na vnitřní balistiku, přechodovou balistiku, vnější balistiku a terminální balistiku.
Důležité také je, že náboje mají různý dostřel, což souvisí s jejich rozdílnou úsťovou rychlostí a úsťovou energií.
Náboje mají různou ráži.
Je-li cílem střelby člověk, pak je důležité, jaký mají jednotlivé náboje zastavovací efekt (nebo také stop efekt). Z tohoto pohledu je také důležité, jaké zbraň způsobí zranění.

## Historie

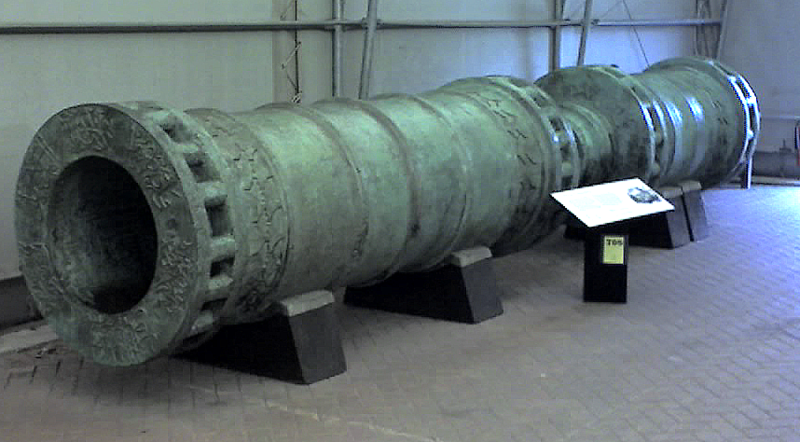
Velký turecký kanón z 15. století

První palné zbraně se objevily přibližně v 10. století v Číně. Bambusové hlavně, obsahující střelný prach a peletové projektily, byly namontované na kopí jako osobní zbraň pro efektivnější obranu v obležení. Ve 13. století nahradily tyto hlavně, hlavně  kovové a byly zdokonaleny na ruční kanóny. V posledních stoletích se staly střelné zbraně nejběžnějšími zbraněmi užívanými lidstvem. Střelné zbraně začali masově používat husité. Od renesance se moderní válčení spoléhá na tyto zbraně, které měly velký vliv na historii a expanzi západní civilizace. Postupně v mnoha ohledech (společně s dalšími vynálezy) zásadním způsobem změnily způsob vedení války.
Pro historické palné zbraně se obvykle používal projektil ve tvaru koule. Moderní střely jsou téměř vždy protáhlé. Zbraň a/nebo střela je konstruována tak, aby střela byla během letu stabilizována a měla tak ve směru letu měla vždy minimální průřez. Jejich tvar je volen tak, aby střela měla výhodnější aerodynamické vlastnosti. Například přední část střely má u dlouhých zbraní obvykle tvar ostré špičky, často se používá ogivální či biogivální tvar. U projektilů určených pro střelbu na delší vzdálenosti se aerodynamicky upravuje i zadní část. U dělostřeleckých granátů, které dnes téměř bez výjimky obsahují výbušnou směs, se dokonce používají i odpařovací dna střel, která snižují podtlak vznikající za střelou a tím zvyšují účinný dostřel. Dalším významným krokem byl vývoj opakovacích zbraní včetně zavádějícího označení Senheisserova závěru jako originálu který byl kopírovaný Kalašnikovem. Naopak Rusové pouze navázali na svoji letitou puškařskou tradici (Avtomat Fjodorova) a vyvinuli lehký, spolehlivý a na výrobu nenáročný typ palné automatické zbraně který překonal svojí jednoduchostí léta snah a miliardy prostředků vynaložených na její překonání. Pokud bylo kde čerpat, tak určitě ze strany Senheissera u Fedorova. I když to nesnižuje Senheisserův technický přínos, princip řešení odděleného závěru a vratné pružiny již vyřešen byl před ním. Zejména spolehlivost, variabilita a efektivita (ničivá síla) ve srovnání s konkurencí stvořila legendu jménem AK-47 a dále ji rozvinula uměním Dragunova. V Československu se vyráběl podobný typ zbraně, avšak se samostatně vyvinutým uzávěrem, který jistým způsobem zlepšil po několika modifikacích vlastnosti nad rámec AK-47 nicméně již byl náročnější na výrobní technologie. Závěr AK-47 je z lisovaných plechů, zatímco SA vz. 58 vyžaduje třískové obrábění.

## Rozdělení
Existují tři hlavní kategorie palných zbraní: těžké, lehké a ruční. A ve všech se vyskytují zbraně automatické.

### Těžké zbraně
Jsou obvykle velmi velké, a pokud nejsou napevno instalované, přemisťují se na kolových podvozcích nebo na dopravních prostředcích. Ráže bývá většinou od 40 mm do 50 cm (např. děla na velkých válečných lodích), ale existovala i jednotlivá děla výrazně větších ráží. Délka hlavně se obvykle pohybuje mezi dvaceti až padesátinásobkem ráže. Tyto zbraně váží obvykle několik tun. Přesný dosah těchto zbraní je několik desítek km a zaměřuje se pomocí mechanického nastavení náměru a odměru. K jejich obsluze je potřeba několikačlenná posádka a jedná se asi bez výjimky o vojenské zbraně. Do této skupiny patří děla a minomety. Někdy bývají nazývané artilerie.
Těžké zbraně se rozlišují na určené primárně pro přímou střelbu (kanóny) a pro nepřímou střelbu (houfnice a minomety). Lodní děla jsou děla univerzální a nejsou dále rozlišována.

### Lehké zbraně
Jsou také větších rozměrů a mohou být přepravovány v rozloženém stavu ručně, nebo též na kolových dopravních prostředcích. Jejich ráže je výrazně menší než u těžkých zbraní, ale přesto značná a začíná přibližně od 20 mm. Stejně jako v předcházející kategorii mohou být určeny pro nepřímou střelbu (např. minomet) tak i pro střelbu přímou (např. rychlopalný kanon). I k jejich obsluze je obvykle také potřeba několikačlenná obsluha, což ovšem vzhledem k vývoji elektroniky přestává platit.

#### Ruční zbraně
Jsou obvykle malé, přenosné jedním člověkem, s ráží do 20 mm (taková velikost je ale už dosti výjimečná – používá se např. u antimateriálových pušek) a zaměřují se vizuálně použitím zaměřovacího zařízení, které zpravidla sestává z mušky a hledí, nebo může být použit průhledový zaměřovač – kolimátor, nebo na větší vzdálenosti puškohled. K jejich obsluze je zapotřebí jedno až tříčlenná obsluha. Maximální hranice přesného dostřelu ručních zbraní bývá do 3 km (např. .50 BMG cca 2,5 km, .308 Winchester 1,5 km) u dlouhých a do 300 m (to je ale výjimečné) u krátkých.

##### Krátké zbraně
Krátké ruční palné zbraně je možné obsluhovat jednou rukou. Dělí se na revolvery, kde jsou náboje uloženy v otočném válci, a pistole, které mohou být jednoranné, samonabíjecí či automatické.

##### Dlouhé zbraně
Dlouhé palné zbraně vyžadují držení oběma rukama a bývají často souhrnně označovány jako pušky. Řadí se sem lovecké a sportovní pušky, vojenské útočné pušky a samopaly, nebo kulomety. Pušky lze rozdělit jednoranné, opakovací, samonabíjecí a automatické.

### Automatické zbraně

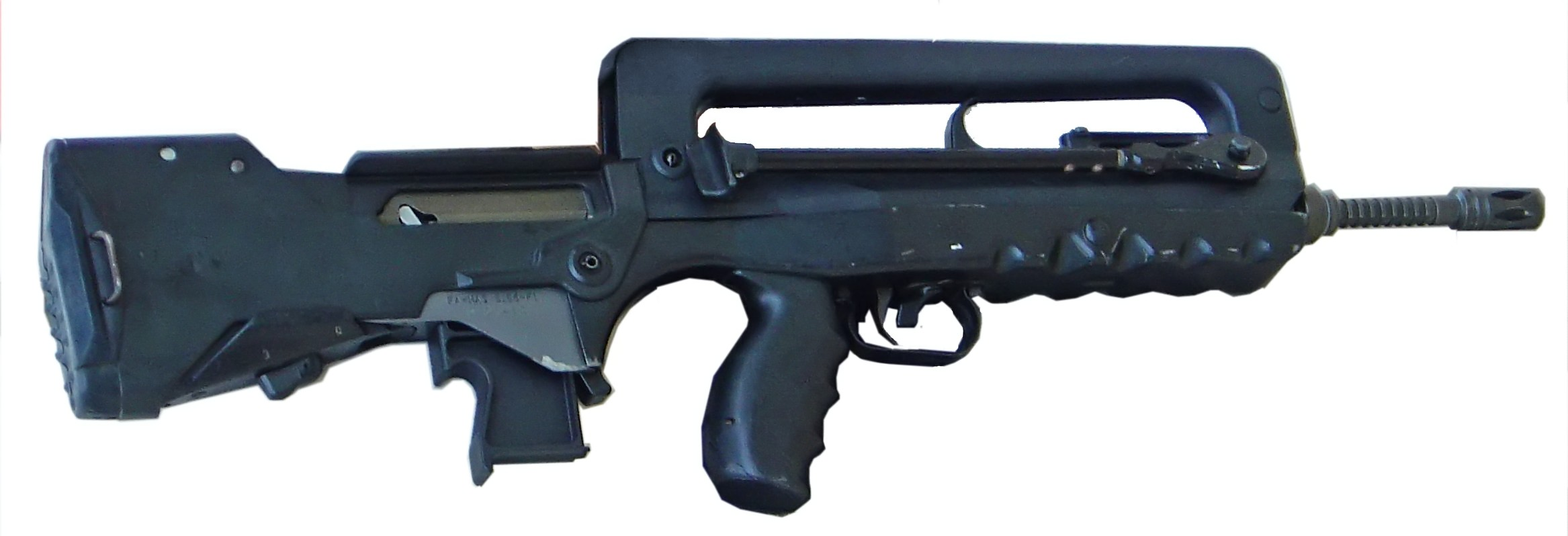
FAMAS

Jsou samočinné zbraně u nichž není potřeba před každým výstřelem znovu zmáčknout spoušť. Jedná se o značně specifickou kategorii, protože zahrnuje v podstatě zbraně ze všech předcházejících kategorií.
Téměř bez výjimky se jedná o zbraně vojenské, protože ve většině zemí patří ke zbraním zakázaným v civilním sektoru.
V kategorii těžkých zbraní jsou výzbrojí bojových vozidlech pěchoty. V kategorii lehkých zbraní jsou jejich klasickým představitelem rychlopalné kanóny.
Naprostou doménou automatických zbraní jsou dlouhé ruční zbraně, které představuje kulomet, útočná puška, samopal a nová kategorie osobní obranná zbraň (PDW).